# 柴基 (奧布希夫區)
49°32′30″N 30°47′18″E / 49.54167°N 30.78833°E
參數所指定的目標頁面不存在，建議更正成存在頁面或直接建立下列一個頁面（建立前請先搜尋是否有合適的存在頁面可以取代）：
- 柴基

柴基（烏克蘭語：Чайки）是位於烏克蘭北部基辅州奧布希夫區的博胡斯拉夫市鎮村莊。該村面積1.5平方公里，海拔高度137米，2001年人口388，人口密度每平方公里258.7人。